# 徳陽区

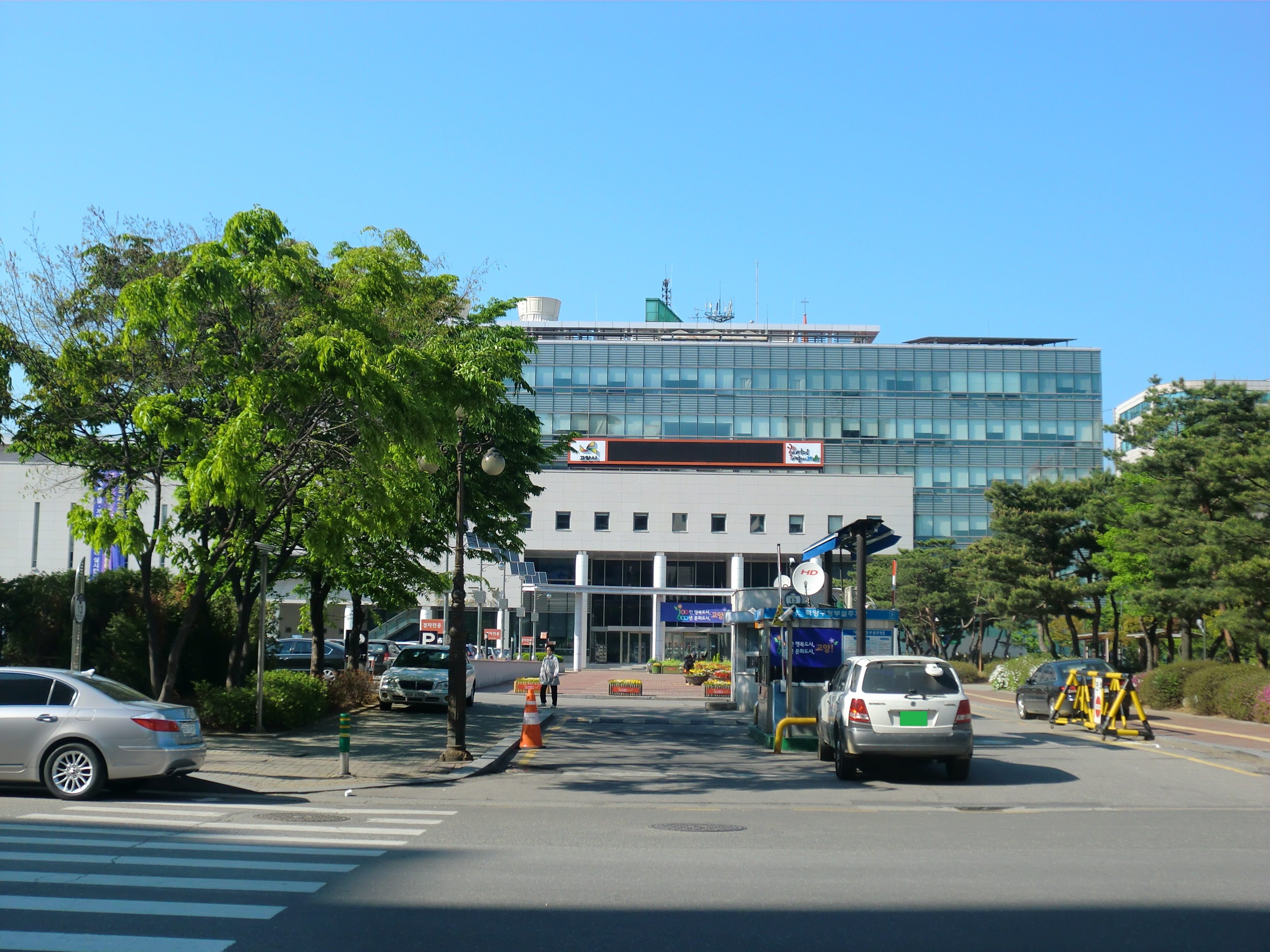
徳陽区庁

徳陽区（トギャンく）は、大韓民国京畿道高陽市にある区。

## 分区計画
2019年末に区の人口は50万目前の466,157人となったため、2020年7月に徳陽北区・徳陽南区に分割される予定があったが、区の境界線の画定は生活圏との乖離が大きくて、合意に至らなかったことにより、分区は無期限保留となった。

## 下位行政区画

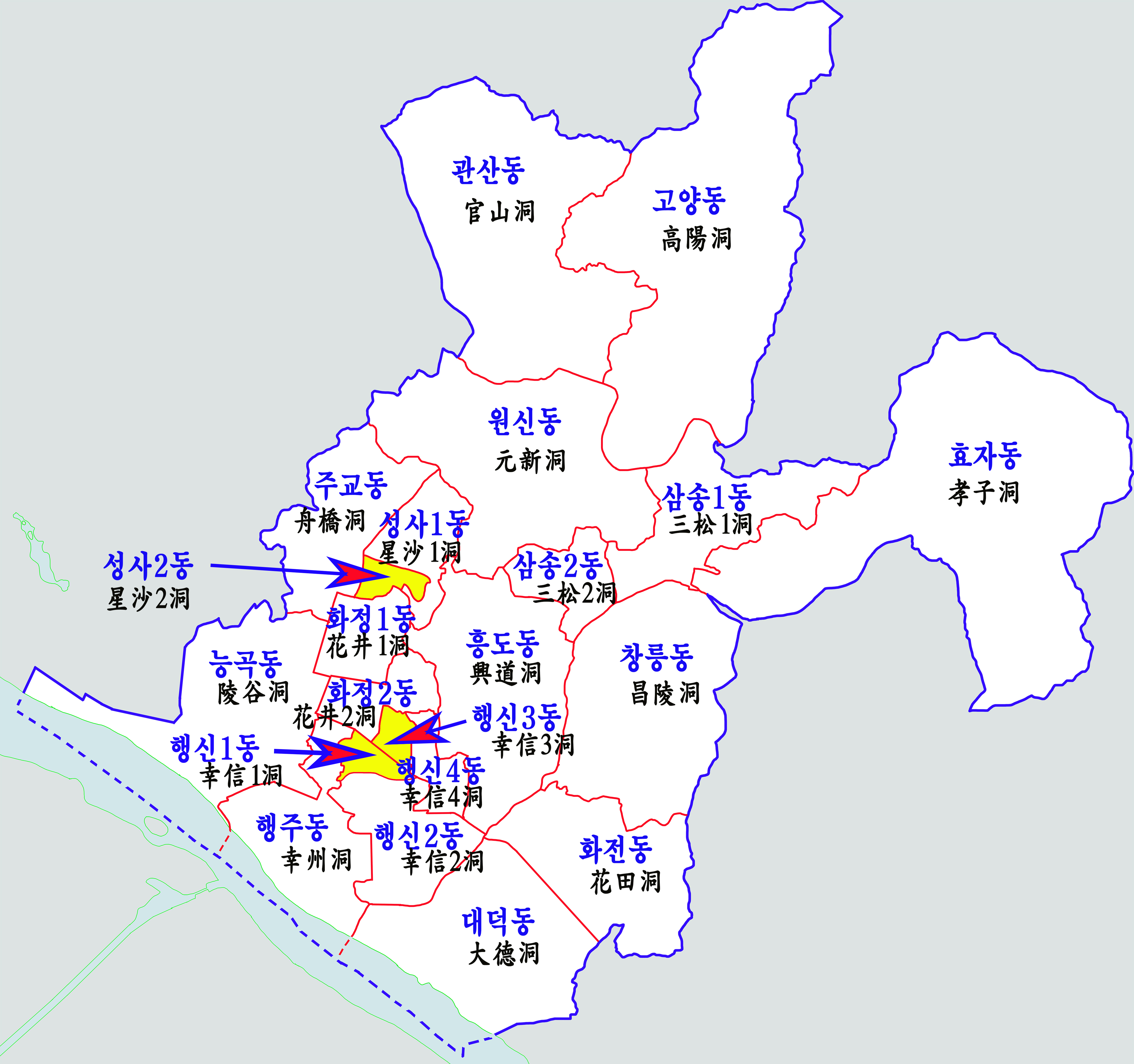
行政区域図

21洞（行政洞）からなる。
| 行政洞                         | 法定洞                         |
| ------------------------------ | ------------------------------ |
| 舟橋洞（チュギョ=ドン）        | 舟橋洞、星沙洞                 |
| 元新洞（ウォンシン=ドン）      | 元堂洞、新院洞                 |
| 興道洞（フンド=ドン）          | 元興洞、道乃洞、星沙洞         |
| 星沙1洞（ソンサ=イルドン）     | 舟橋洞、星沙洞                 |
| 星沙2洞（ソンサ=イドン）       | 舟橋洞、星沙洞                 |
| 孝子洞（ヒョジャ=ドン）        | 北漢洞、孝子洞、紙杻洞         |
| 三松1洞（サムソン=イルドン）   | 紙杻洞、梧琴洞、三松洞         |
| 三松2洞（サムソン=イドン）     | 元興洞、三松洞                 |
| 昌陵洞（チャンヌン=ドン）      | 紙杻洞、三松洞、東山洞、龍頭洞 |
| 高陽洞（コヤン=ドン）          | 碧蹄洞、仙遊洞、高陽洞、大慈洞 |
| 官山洞（クァンサン=ドン）      | 大慈洞、官山洞、奈遊洞         |
| 陵谷洞（ヌンゴク=トン）        | 土堂洞、内谷洞、大壮洞、新坪洞 |
| 花井1洞（ファジョン=イルドン） | 花井洞                         |
| 花井2洞（ファジョン=イドン）   | 花井洞                         |
| 幸州洞（ヘンジュ=ドン）        | 土堂洞、幸州内洞、幸州外洞     |
| 幸信1洞（ヘンシン=イルドン）   | 幸信洞                         |
| 幸信2洞（ヘンシン=イドン）     | 江梅洞、幸信洞                 |
| 幸信3洞（ヘンシン=サムドン）   | 幸信洞                         |
| 幸信4洞（ヘンシン=サドン）     | 幸信洞                         |
| 花田洞（ファジョン=ドン）      | 花田洞、徳隠洞、香洞洞         |
| 大徳洞（テドク=ドン）          | 花田洞、玄川洞、徳隠洞         |

## 教育機関

### 大学
- 韓国航空大学校

### 専門大学
- 農協大学

## 交通機関

### 鉄道
- 韓国鉄道公社
  - 京釜高速線：幸信駅
  - 京義線：韓国航空大駅 - 江梅駅 - 幸信駅 - 陵谷駅 - 大谷駅
  - 一山線：大谷駅 - 花井駅 - 元堂駅 - 元興駅 - 三松駅 - 紙杻駅
  - 郊外線：陵谷駅 - 大谷駅 - 大井駅 - 元陵駅 - 三陵駅 - 碧蹄駅
  - 西海線：陵谷駅 - 大谷駅
- ソウル交通公社
  - 3号線：紙杻駅
- 首都圏広域急行鉄道
  - A路線：大谷駅

## 事件
- 高陽油槽所油蒸気爆発事故（朝鮮語版）